# Star Wars: The Old Republic
Star Wars: The Old Republic è un videogioco di tipo MMORPG sviluppato da parte di Bioware, prodotto da LucasArts e facente parte dell'Universo espanso di Guerre stellari. Questo gioco è ambientato 3.500 anni prima dei film di Guerre stellari e 300 anni dopo i fatti successi in Star Wars: Knights of the Old Republic II: The Sith Lords. È stato pubblicato il 20 dicembre 2011, fissando il record come MMO venduto più velocemente di sempre. Ufficialmente il gioco è stato pubblicato negli Stati Uniti d'America e Canada per il Nord America, e in Europa per Austria, Belgio, Danimarca, Finlandia, Francia, Germania, Grecia, Ungheria, Irlanda, Italia, Norvegia, Paesi Bassi, Polonia, Portogallo, Repubblica Ceca, Regno Unito, Russia, Spagna, Svezia e Svizzera. Il gioco ha vissuto un momento di crisi nell'arco del 2012. Per invogliare i clienti all'acquisto, SWTOR ha pubblicato una versione free-to-play scaricabile, che aveva però numerose limitazioni (nella prima versione bloccava il personaggio al livello 15, mentre ora il blocco è stato totalmente rimosso). Dato che questa versione non ha avuto successo, BioWare ha convertito il gioco, in data novembre 2012, ad una versione Freemium. Dal 15 novembre 2012 è possibile giocare a 3 diverse versioni del gioco: o la versione "Free-to-play" (che contiene parecchie limitazioni), o la versione "Preferred status" (una versione di mezzo, attivabile acquistando almeno 5 € di "Cartel coins", dove il giocatore avrà meno limitazioni rispetto alla versione Free-to-play) oppure alla versione classica (dove per giocare è richiesto un pagamento mensile). Nel 2013, è stato uno dei MMORPG più redditizi nel mercato occidentale, sia per subscription che microtransazioni, totalizzando oltre un milione di nuovi utenti iscritti. Nel 2015 si colloca al quattordicesimo posto nella classifica dei giochi più giocati dell'anno.
Tra gli altri premi ricevuti, ha ottenuto anche un Guinnes World Record come Largest Entertainment Voice Over Project ever, per le oltre 200.000 tracce audio di dialoghi, registrate da centinaia di attori diversi per i personaggi del gioco.

## Trama
La storia è ambientata nell'universo espanso di Guerre stellari, 300 anni dopo gli eventi visti in Star Wars: Knights of the Old Republic e 3.500 anni prima degli eventi nei film. Una grande flotta Sith appare all'improvviso dalle profondità dello spazio e scatena un'offensiva su vasta scala con il sogno di vendicarsi dei loro antichi nemici: i Jedi. Decine di mondi dell'Orlo Esterno vengono immediatamente conquistati e molti sistemi vengono messi sotto assedio. Violenti scontri con l'esercito repubblicano si susseguono senza tregua in tutta la galassia coinvolgendo milioni di persone e riducendo moltissimi pianeti in rovina. Nonostante lo strangolamento di frequentatissime rotte commerciali e la distruzione di basi militari strategiche e spazioporti vitali, la Repubblica resiste, sorprendendo non poco gli invasori. Mentre l'Impero Sith e la Repubblica sono impegnati nei colloqui di pace, un'armata d'élite guidata da intraprendenti Signori dei Sith compie un feroce saccheggio a Coruscant, distruggendo il Tempio Jedi e costringendo ad un'umiliante armistizio la Repubblica. I Jedi si ritirarono sul pianeta Tython cercando di ricostruire l'ordine ormai in frantumi.
Negli anni successivi al trattato, la paura e l'incertezza hanno attanagliato la galassia, il che ha permesso all'Imperatore Sith di perseguire i suoi misteriosi scopi, mentre la Repubblica si è concentrata a ricostruire la sua forza militare. Attualmente le tensioni tra la Repubblica e l'Impero sono in continuo aumento, segno dell'avvicinarsi di un secondo conflitto destinato a stabilire chi sarà a governare i pianeti e i popoli della galassia.

## Stile di gioco
I membri delle due fazioni principali, la Repubblica Galattica e l'Impero Sith, avranno diversi codici morali. Ogni fazione ha classi diverse con storie e antefatti differenti, influenzabili dalle scelte morali del giocatore. Queste scelte aprono e chiudono i bivi della storia e agiscono sui personaggi non giocanti che seguono il giocatore. I giocatori possono scegliere tra un diverso numero di personaggi non giocanti, e spendendo più tempo con uno di essi potrà essere più utile nello sviluppare la storia e i contenuti rispetto a dividere il tempo con più personaggi. Ogni classe avrà una storia diversa ma sarà comunque integrata nell'arco storico generale del gioco. I giocatori potranno anche accedere a dozzine di pianeti diversi.

## Struttura del gioco
Le dinamiche di gioco riprendono quelle tradizionali dei videogiochi di ruolo online. Il giocatore agisce nel mondo virtuale per mezzo di un personaggio tratto dal mondo di Star Wars, interagendo con personaggi controllati dal computer (NPC) e anche altri giocatori. Vengono svolte una serie di missioni assegnate e che in base alle scelte apportate dal giocatore, attraverso dialoghi multi scelta, modificano la storia di ogni personaggio, rendono unica la storia per ogni giocatore. Procedendo di missione in missione e quindi salendo di livello, si ottengono nuove abilità e si acquisiscono nuovi oggetti che possono essere utilizzati direttamente; si può commerciare con NPC o con altri giocatori attraverso le aste oppure per scambio diretto. Completando le missioni, ogni giocatore in base alle proprie decisioni otterrà dei punti allineamento (lato oscuro o lato chiaro) indipendentemente dalla fazione scelta, che permetteranno l'utilizzo di alcuni oggetti (es. la lama delle spade laser di colore blu/verde per il lato chiaro, rosse per il lato oscuro). Parallelamente alla crescita dei livelli del personaggio si possono scegliere delle abilità lavorative (Crew skill) che permetteranno di poter creare oggetti utili al giocatore. Ogni personaggio possiede degli aiutanti (companions) che aiuteranno il giocatore durante la storia, nelle missioni più difficili e nel far progredire le abilità lavorative (il primo si ottiene intorno al livello 10), al raggiungimento del livello 50 (livello massimo in Free-To-Play), o del livello 60 (Preferred Status); ogni giocatore avrà cinque aiutanti con caratteristiche diverse tra loro, e la possibilità di reclutare altri aiutanti da missioni secondarie o dal Cartel Market o GTN. Al raggiungimento del livello 70 (Subscriber - Preferred Status) ogni giocatore ne avrà altri a disposizione.

## Creazione del personaggio

### Razze
Vi sono in totale 12 differenti razze giocabili in Star Wars: The Old Republic: Cathar, Chiss, Cyborg, Umani, Miraluka, Mirialan, Nautolani, Rattataki, Purosangue Sith, Togruta, Twi'lek e Zabrak. Nove di queste specie sono disponibili da subito, mentre i Cathar, Togruta e Nautolani sono disponibili solo sbloccando le rispettive razze al "Cartel Market" pagando con le relative monete.

### Classi
Le classi e classi avanzate (classi di specializzazione) disponibili per la Repubblica sono:
- Trooper (soldato), Commando, Vanguard
- Smuggler (contrabbandiere), Scoundrel, Gunslinger
- Jedi Knight (cavaliere Jedi), Sentinel, Guardian
- Jedi Consular (console Jedi), Shadow, Sage

Per l'Impero sono:
- Bounty Hunter (cacciatore di taglie), Powertech, Mercenary
- Sith Warrior (guerriero Sith), Juggernaut, Marauder
- Imperial Agent (agente imperiale), Operative, Sniper
- Sith Inquisitor (inquisitore Sith), Sorcerer, Assassin

## Pianeti visitabili
Durante il corso dell'avventura sarà possibile esplorare i seguenti pianeti:
- Tython
- Korriban
- Coruscant
- Alderaan
- Voss
- Tatooine
- Dromund Kaas
- Taris
- Balmorra
- Nar Shaddaa
- Nal Hutta (Chiamato anche 'Hutta')
- Ord Mantell
- Quesh
- Belsavis
- Section X
- Hoth
- Ilum
- Makeb
- CZ-198
- Oricon
- Manaan
- Rishi
- Yavin IV
- Ziost
- Zakuul
- Asylum (Luna - Spazioporto)
- Odessen
- Darvannis
- Vandin
- Iokath
- Nathema

## Pianeti Visitabili tramite Flashpoint e Operation
- Cademimu
- Zadd
- Asation
- Kaon
- Denova
- Seline
- Taral V
- Darvannis
- Uphrades
- Athiss
- Concord Dawn
- Rakata Prime

## Cronologia
Di seguito sono elencati gli eventi accaduti Prima del Trattato di Coruscant (in inglese: Before the Treaty of Coruscant).
- BTC 303: Un cavaliere Jedi caduto di nome Revan si redime per sconfiggere Darth Malak e impedirgli di prendere il controllo della Galassia.
- BTC 103: Due secoli di pace e prosperità consentono alla Repubblica Galattica di fare progressi tecnologici e di migliorare notevolmente la propria stabilità politica.
- BTC 28: Dopo un millennio di esilio, l'Impero Sith lancia un attacco a sorpresa contro i Jedi e la Repubblica.
- BTC 18: Si svolge la leggendaria battaglia di Bothawui, in cui l'avanzata Sith viene fermata e la speranza torna a rinsaldarsi nel cuore dei cittadini della Repubblica.
- BTC 14: Una serie di vittorie militari repubblicane mette a serio rischio l'invasione; l'intelligence imperiale mette a punto una nuova strategia per far finire la guerra.
- BTC 8: Una nuova grande armata Mandaloriana si materializza a fianco delle forze imperiali dei Sith, bloccando le principali rotte commerciali della galassia.
- BTC 7: La Repubblica riesce a spezzare il blocco Mandaloriano e a rifornire le proprie forze militari nell'Orlo Esterno.
- BTC 0: Dopo decenni di guerra, l'Impero Sith saccheggia Coruscant e costringe la Repubblica a firmare un trattato di pace.

## Sviluppo
The Old Republic è il primo gioco di BioWare che fa parte del genere MMORPG ed è il secondo gioco di ruolo massivo impostato nell'universo di Guerre stellari dopo Star Wars: Galaxies. BioWare è stata a lungo interessata riguardo alla possibilità di lavorare su un MMORPG, aspettando di avere "i compagni giusti, la squadra giusta, e la giusta proprietà intellettuale". Un punto focale del gioco è lo sviluppo dei personaggi e della loro storia individuale e in ottobre 2008 BioWare ha dichiarato che questo gioco conterrà una quantità di storia maggiore di quella dei loro giochi precedenti combinati assieme. La squadra di scrittori è composta anche da 12 professionisti, alcuni di essi lavorano sul progetto da più di due anni. Il 24 settembre 2011 in un comunicato ufficiale Bioware ed Electronic Arts hanno annunciato la data di release ufficiale del gioco, il 20 dicembre per l'utenza Nord Americana ed il 22 dicembre per l'utenza Europea, smentendo successivamente questa dichiarazione comunicando che la distribuzione del gioco avverrà il 20 dicembre su scala globale. Incidentalmente il precedente MMORPG basato sulla saga di Star Wars, Star Wars: Galaxies, venne chiuso il 15 dicembre 2011 a seguito di un accordo fra Sony Online Entertainment e LucasArts Nel 2014 vengono pubblicate due espansioni.

## Colonna sonora
La colonna sonora di Star Wars: The Old Republic è stata pubblicata in edizione da collezione del videogioco Star Wars: The Old Republic il 20 dicembre 2011. Contiene 17 brani musicali del gioco. Ha un tempo di esecuzione totale di 72 minuti.
1. Clash of Destiny - 2:20
2. Glory, The Galactic Republic- 6:03
3. Domination, The Sith Empire- 5:52
4. Justice, The Jedi Knight - 5:40
5. Bravado, The Smuggler - 5:26
6. Deception, The Sith Warrior - 5:10
7. Scum, The Bounty Hunter - 4:38
8. Hope, The Republic Trooper - 5:13
9. Villainy, The Imperial Agent - 4:12
10. Peace, The Jedi Consular - 5:28
11. Treachery, The Sith Inquisitor - 5:40
12. Shake That Wampa Down - 2:38
13. See You on the Dark Side - 2:25
14. Smeeleeya Whao Tupee Upee - 2:50
15. Run Kessel Run - 2:34
16. One Chuba Too Many - 2:39
17. Shapa Keesay (Shape-Shifter) - 3:01